# Глен-Алпайн (Північна Кароліна)
Глен-Алпайн (англ. Glen Alpine) — місто (англ. town) в США, в окрузі Берк штату Північна Кароліна. Населення — 1529 осіб (2020).

## Географія
Глен-Алпайн розташований за координатами 35°43′51″ пн. ш. 81°46′57″ зх. д. / 35.73083° пн. ш. 81.78250° зх. д. (35.730739, -81.782576).  За даними Бюро перепису населення США в 2010 році місто мало площу 5,56 км², уся площа — суходіл.

## Демографія
Згідно з переписом 2010 року, у місті мешкало 1517 осіб у 614 домогосподарствах у складі 435 родин. Густота населення становила 273 особи/км².  Було 678 помешкань (122/км²).
Расовий склад населення:
| - 87,9 % — білих - 5,8 % — азіатів - 3,2 % — чорних або афроамериканців - 0,2 % — корінних американців |

До двох чи більше рас належало 2,0 %. Частка іспаномовних становила 2,2 % від усіх жителів.
За віковим діапазоном населення розподілялося таким чином: 22,8 % — особи молодші 18 років, 60,4 % — особи у віці 18—64 років, 16,8 % — особи у віці 65 років та старші. Медіана віку мешканця становила 39,6 року. На 100 осіб жіночої статі у місті припадало 92,3 чоловіків;  на 100 жінок у віці від 18 років та старших — 90,4 чоловіків також старших 18 років.
Середній дохід на одне домашнє господарство  становив 52 250 доларів США (медіана — 43 698), а середній дохід на одну сім'ю — 60 892 долари (медіана — 52 500). Медіана доходів становила 42 321 долар для чоловіків та 35 804 долари для жінок. За межею бідності перебувало 12,8 % осіб, у тому числі 11,9 % дітей у віці до 18 років та 16,7 % осіб у віці 65 років та старших.
Цивільне працевлаштоване населення становило 620 осіб. Основні галузі зайнятості: освіта, охорона здоров'я та соціальна допомога — 33,7 %, виробництво — 22,9 %, мистецтво, розваги та відпочинок — 9,2 %, науковці, спеціалісти, менеджери — 8,9 %.